# Campeonato Paulista de Futebol Feminino - Divisão Especial
O Campeonato Paulista Feminino - Divisão Especial é uma competição de futebol feminino organizada pela Federação Paulista de Futebol (FPF). Este foi o primeiro torneio equivalente a uma segunda divisão estadual da modalidade no país, criado com o objetivo claro de desenvolver o futebol feminino e promover o incentivo à prática esportiva.
A Divisão Especial não garante acesso ao campeonato principal. Porém, nas duas primeiras temporadas realizadas, o campeão foi promovido para a primeira divisão.

## História
O campeonato começou a ser disputado no ano de 2022, tendo por finalidade o desenvolvimento do futebol feminino. A edição inicial contou com a participação de seis equipes, que se enfrentaram em apenas um turno, com as duas melhores se classificando à fase final, em partida única. Esta, vencida pelo Ska Brasil nos pênaltis contra o Pinda.
Na temporada seguinte, o torneio manteve o regulamento e a quantidade de equipes, adicionando apenas uma fase de semifinal. Essa edição foi conquistada pelo Marília, que derrotou o XV de Piracicaba por 4 a 2.
Em 2024, a competição não foi realizada, sendo substituída pela Taça Paulistana de Futebol Feminino.

## Campeões

### Títulos por clube
| Pos | Clube            | Títulos | Vices | 3.º lugar | 4.º lugar |
| --- | ---------------- | ------- | ----- | --------- | --------- |
| 1.º | Marília          | 1       | —     | —         | —         |
| 1.º | Ska Brasil       | 1       | —     | —         | —         |
| 3.º | Pinda            | —       | 1     | —         | —         |
| 3.º | XV de Piracicaba | —       | 1     | —         | —         |
| 5.º | Independente-SP  | —       | —     | 1         | —         |
| 5.º | Mauaense         | —       | —     | 1         | —         |
| 7.º | Brothers         | —       | —     | —         | 1         |
| 7.º | Francana         | —       | —     | —         | 1         |

### Títulos por cidade
| Pos | Cidade              | Títulos | Vices | 3.º lugar | 4.º lugar |
| --- | ------------------- | ------- | ----- | --------- | --------- |
| 1.º | Marília             | 1       | —     | —         | —         |
| 1.º | Santana de Parnaíba | 1       | —     | —         | —         |
| 3.º | Pindamonhangaba     | —       | 1     | —         | —         |
| 3.º | Piracicaba          | —       | 1     | —         | —         |
| 5.º | Limeira             | —       | —     | 1         | —         |
| 5.º | Mauá                | —       | —     | 1         | —         |
| 7.º | Franca              | —       | —     | —         | 1         |
| 7.º | Votuporanga         | —       | —     | —         | 1         |